# Navegantes
Navegantes is een gemeente in de Braziliaanse deelstaat Santa Catarina. De gemeente telt 77.137 inwoners (schatting 2017).

## Hydrografie
De plaats ligt aan de Atlantische Oceaan bij de monding van de rivier de Itajaí-açu.

## Aangrenzende gemeenten
De gemeente grenst aan Balneário Piçarras, Ilhota, Itajaí, Luiz Alves en Penha.

## Verkeer en vervoer
De plaats ligt aan de wegen BR-101, BR-470 en SC-414.
Aan de noordkant van de plaats ligt de Internationale Luchthaven van Navegantes.

## Geboren
- Gustavo Hamer (1997), Braziliaans-Nederlands voetballer